# Sabine Thieltges
Sabine Thieltges (ur. 3 lipca 1981) – niemiecka szablistka, brązowa medalistka mistrzostw świata.
W 1999 roku zdobyła drużynowo srebrny medal na mistrzostwach świata juniorów w Dijon. 
Podczas mistrzostw świata w Nîmes w 2001 roku Niemki w składzie: Sandra Benad, Doreen Häntzsch, Sabine Thieltges i Stefanie Kubissa zdobyły drużynowo brązowy medal. Była też między innymi piąta drużynowo i osiemnasta indywidualnie na mistrzostwach świata w Budapeszcie rok wcześniej. 
Nigdy nie wzięła udziału w igrzyskach olimpijskich.
Ponadto zdobyła złoto drużynowo na mistrzostwach Europy w Koblencji w 2001 roku.